# Swansea.com Stadium
Swansea.com Stadium, tidligere Liberty Stadium, er et fodboldstadion i Swansea, Wales. Det bruges til fodbold, rugby og koncerter. Swansea.com Stadium har en kapacitet på 21.088. Stadionet er hjemmebanen for Swansea City F.C. og for rugbyholdet Ospreys. 